# АФК Ескилстуна
„АФК Ескилстуна“ (на шведски: Athletic Football Club Eskilstuna) е шведски футболен клуб от град Ескилстуна, регион Свеаланд, провинция Сьодерманланд. Основан през 1991 г. Домакинските си срещи играе на стадион „Тунаваллен“ с капацитет 7800 зрители.

## История на клуба

### „Кафе Опера“
Родоначалникът на „АФК Юнайтед“ е основан през 1991 г. в северната част на Стокхолм, комуна Дандерюд. Отборът е наречен „Кафе Oпера“, тъй като основател и спонсор е Алесандро Катеначи който е собственик на местния нощен клуб Кафе Опера.
По правилата на Шведската футболна федерация, отборът започва от най-ниското ниво на футболна Швеция, Осма дивизия.
Отборът бързо се придвижва нагоре в йерархията, година след година става победител във всяка една от лигите, в които взема участие, съответно в Седма дивизия, Шеста дивизия, Пета дивизия и Четвърта дивизия.
Най-накрая през сезон 1996 Трета дивизия на зона „Север“ на регион Свеаланд.
Благодарение на поддръжката на администрацията на района Юрсхольм коммуна Дандерюд, клубът си сътрудничи тясно с випускниците от местните футболни школи, което помага значително на отбора за окомплектоването на състава. Партньорството продължава до 2005 г. включително, когато е извършено обединението с отбора „Весбю“ и отборът прекратява съществуването си в предишния си вид.
За първи път отборът влиза в Суперетан, втората по значимост дивизия на Швеция.
За да се спаси клубът и да се съхрани мястото в Суперетан, е решено „Кафе Опера“ да се обедини с „Весбю“, участник във Втора дивизия. Тъй като в този сезон „Весбю“ печели Втора дивизия, няма проблеми с обединението.
В началото на 2005 г. окончателно е завършено обединението на отборите.
След края на сезон 2004 г. отборът сменя стадиона си от Олимпийски на малката арена „Кристинберг“ в едноименния район на Стокхолм.

### „Весбю Юнайтед“
През първия си сезон 2005, отборът завършва на девето място и остава в дивизията. От новия сезон отборът се вмести на нова арена „Вилундаваллен“.
През 2006 „Весбю Юнайтед“ заема 14-о место и след плейофи със „Сириус“ отпада в Трета дивизия.
След като отчита плачевните резултати от последния сезон, ръководството на клуба решава да се върне към съотрудничеството си с „АИК“.
През сезон 2007 настъпват реформи в шведския футбол и първа дивизия се превръща в Суперетан. Същата година Весбю завършва втори, отстъпвайки само на „Асириска“, и без допълнителни изпитания, отборът влиза вв Суперетан и от първия си опит се връща в групата която напуска година по-рано.
Участва две годин 2008 и 2009 в Суперетан, и отново отпада в долната лига в 2010.
През януари 2011 година мениджърът на „ФК Атлетик“ Алекс Русхолм изплаща дълговете на намиращия се по това време в Трета дивизия отбор на „Весбю Юнайтед“ и обединява двата клуба. Отборът е преименуван на „АФК Юнайтед“.

### „АФК Юнайтед“
Отборът се появява на картата през 2012 г. в резултат от сливането на „Атлетик“ (фарм-клуб) и „Весбю Юнайтед“.
Още в първия си сезон отборът изпада в по-долна дивизия и се появяват и проблеми с властите във Весбю. Отборът се мести в столичното предградие Солна, където е базирана академията „Атлетик“.
През 2014 г. Русхолм предлага многомилионен проект за изграждане на изкуствени терени. Броят на възпитаниците в академията нараства до 250 души, като част от тях стават национали на Швеция в разичните формации на „Тре крунур“.
През 2014 „АФК Юнайтед“ става шампион в лигата на зона „Север“, и се завръща в Суперетан след четири години, а след две години през 2016 г. най-накрая успява да се придвижи в най-висшата лига Алсвенскан, поделяйки си първото място със „Сириус“.
Клубът не може да се похвали с кой знае каква история и посещаемост – рекорд за домакинска среща в изминалия сезон е 2466 зрители. Една от причините е, че Стокхолм има достатъчно елитни клубове като Юргорден, Хамарби и АИК, като последният е базиран точно на същото място в Солна.
Три кръга преди края на първенството на 7 юни 2016 г. Русхолм обявява, че през началото на 2017 г. тимът му, ще се обедини с „Ескилстуна Сити“. Основаният през 1907 година тим има една от най-добрите академии в страната, но не е правил ремонт на стадиона си от 15 години. Така след 50 години пауза Ескилсуна отново се сдобива с отбор в елита.
Новият клуб приема името АФК Ескилстуна, като академията остава на досегашното си място в Солна. Отборът ще играе мачовете си на стадион „Тунаваллен“.

## Имена
- 1991 – 2005 – „Кафе Oпера“
- 2005 – 2012 – „Весбю Юнайтед“
- 2012 – 2016 – „АФК Юнайтед“
- от 2016 – „АФК Ескилстуна“

## Успехи
- Суперетан
  -  Второ място (1): 2016

- Първа дивизия
  -  Шампион (1): 2014
  -  Второ място (2): 2007, 2011

- Втора дивизия
  -  Шампион (1): 1999

- Трета дивизия
  -  Шампион (1): 1996

## Известни играчи
- Никлас Бакман
- Виктор Люндберг
- Роберт Персон
- Даниел Густавсон
- Даниел Ерлунд
- Матиас Мострьом
- Робин Куайсон
- Мартин Кайонго
- Кевин Уокър
- Понтус Енгблом
- Ерик Сундин
- Габриел Петрович
- Адмир Катович
- Алесандро Перейра
- Брва Ноури
- Валид Ата
- Омар Жайо
- Кевулай Конте

## Български футболисти
- Михаил Иванов: 2018/20 - (5 мача - 0 гола)